# サンダール・バーグマン
サンダール・バーグマン（Sandahl Bergman, 1951年11月14日 - ）は、アメリカ合衆国の女優。

## 来歴
1951年、ミズーリ州カンザスシティに生まれる。地元カンザス・シティの高校を卒業後、女優を目指してニューヨークへ渡り、ブロードウェイ舞台などで女優活動をスタートさせた。その演技力は高い評価を受け、その才能が振付師・演出家として知られるボブ・フォッシーの目に留まり、1979年にフォッシーの自伝的な作品でもある『オール・ザット・ジャズ』のダンサー役で映画デビューを果たした。
1982年には当時まだそこまで有名ではなかったアーノルド・シュワルツェネッガー主演の『コナン・ザ・グレート』へメインキャストとして出演し、1983年のゴールデングローブ賞を受賞した。しかしその3年後に再びシュワルツェネッガーと共演した『レッドソニア』ではラジー賞にもノミネートされている。80年代から90年代はテレビや映画など様々な作品へ出演を続けたが、2003年以降は女優活動を休止している。

### 私生活
かつて俳優のジョシュ・テイラーと結婚していた時期があり、二人の間には1児が生まれているが、現在は離婚している。

## 出演作品

### 映画
- How to Pick Up Girls! (1978)
- オール・ザット・ジャズ All That Jazz (1979)
- ザナドゥ Xanadu (1980)
- She (1982)
- コナン・ザ・グレート Conan the Barbarian (1983)
- フライングハイ2/危険がいっぱい月への旅 Airplane II: The Sequel (1982)
- Getting Physical (1984) ※テレビ映画
- The Ferret (1985) ※テレビ映画
- レッドソニア Red Sonja (1985)
- スチュワーデス・アカデミー Stewardess School (1986)
- 殺人サイボーグ リタリエーター Programmed to Kill (1987)
- クラブ・キャンディーランド/ダーティ・ダンスは踊らない Kandyland (1987)
- SFヘルスラッシャー Hell Comes to Frogtown (1988)
- ダークショット Raw Nerve (1991)
- ナイト・トラップ In the Arms of a Killer (1992)
- Loving Lulu (1992)
- サイレントサンダー Revenge on the Highway (1992) ※テレビ映画
- ポゼッション Possessed by the Night (1993)
- リップスティック・カメラ Lipstick Camera (1994)
- TekWar: TekJustice (1994) ※テレビ映画
- Possessed by the Night (1994)
- スキャンダラスな女2 Inner Sanctum II (1994)
- Night of the Archer (1994)
- Ice Cream Man (1995)
- ブロンド・イグニション The Assault (1996)
- Sorceress II: The Temptress (1997)
- The P.A.C.K. (1997)
- 歌う大捜査線 The Singing Detective (2003)

### テレビドラマ
- 探偵ハート&ハート Hart to Hart (1982)
- こちらブルームーン探偵社 Moonlighting (1986)
- ダーティ・ダンシング Dirty Dancing (1988)
- チアーズ Cheers (1989)
- Hard Time on Planet Earth (1989)
- フレディの悪夢 Freddy's Nightmares (1990)
- 浮気なおしゃれミディ Designing Women (1990)
- スワンプ・シング/魔界沼の怪人 Swamp Thing (1991)
- ロボコップ プライム・ディレクティヴ Dark Justice (1992)
- ジェシカおばさんの事件簿 Murder, She Wrote (1993)
- 絹の疑惑 シルク・ストーキング Silk Stalkings (1994)
- Under Suspicion (1994)
- スライダーズ Sliders (1999)
- 18 Wheels of Justice (2001)

## 参照
1. 1 2 3  “Sandahl Bergman Biography”. 2014年9月7日閲覧。
2. ↑  https://www.imdb.com/name/nm0000922/awards/?ref_=nm_awd